# Municipi de Holly (Michigan)
El municipi de Holly anglès: Holly Township és un municipi civil (civil township) del comtat d'Oakland de l'estat estatunidenc de Michigan. Segons el cens del 2010, la seva població era d'11.362 habitants.

## Comunitats
- El poble de Holly es troba dins del municipi.

A més del poble incorporat, el municipi té dues comunitats no incorporades:
- Newark es troba a la part nord del municipi, a les vies del tren i la Belford Road (42° 51′ 36″ N, 83° 37′ 31″ O / 42.86000°N,83.62528°O).[2]
- Five Points és adjacent al poble de Holly a les carreteres Rood i Grange Hall, al sud del qual es fusionen els pobles de Quick i Fagan Roads per convertir-se en Rood Road. (42° 48′ 50″ N, 83° 36′ 37″ O / 42.81389°N,83.61028°O Elevació: 283 m.).[3]